# Змиевский сельский совет (Бериславский район)
Змиевский сельский совет (укр. Зміївська сільська рада) — входит в состав
Бериславского района
Херсонской области
Украины.
Административный центр сельского совета находится в 
с. Змиевка
.

## История
- 1925 — дата образования.

## Населённые пункты совета
- с. Змиевка